# Kvinnornas försvarsenheter

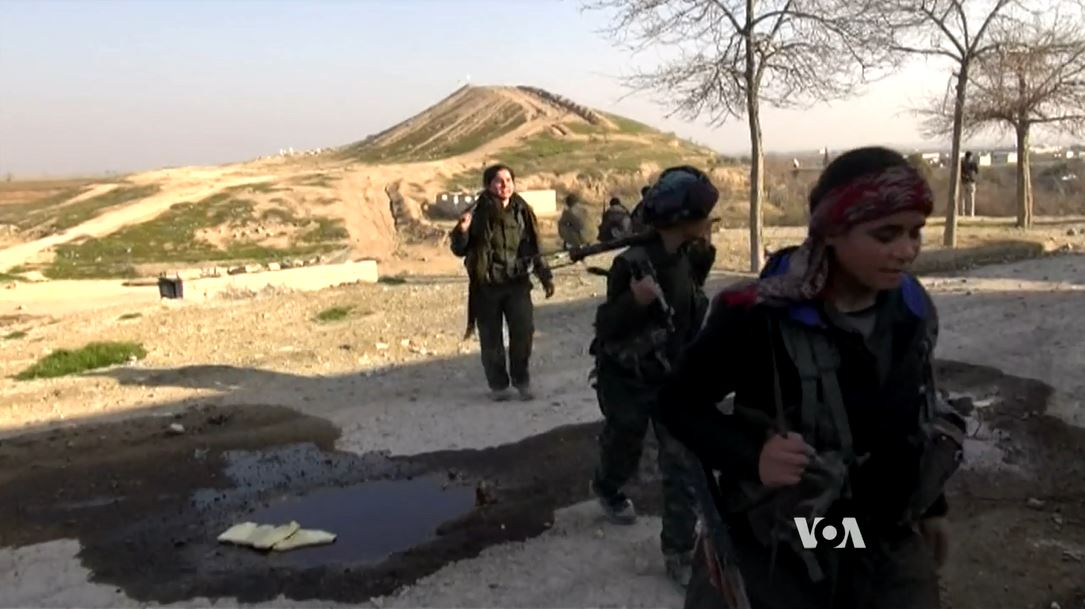
Soldater ur Kvinnornas försvarsenheter i Kobane

Kvinnornas försvarsenheter (kurdiska: Yekîneyên Parastina Jinê), eller YPJ, är en väpnad grupp startad 2012 som den kvinnliga brigaden inom vänstermilisen YPG i Rojava. Gruppen är de facto lierad med Demokratiska unionspartiet och beräknas ha ungefär 7000 medlemmar, alla kvinnor mellan åldrarna 18 och 40. YPJ spelade en viktig roll i kampen mot Islamiska staten och fick särskild uppmärksamhet vid belägrningen av Kobane. YPJ tog även emot kvinnliga utländska volontärer i sina grupper, exempelvis den brittiska anarkafeministen Anna Campbell och den kanadensiska modellen Hanna Bohman.